# Budarsingi, Hubli
Budarsingi là một làng thuộc tehsil Hubli, huyện Dharwad, bang Karnataka, Ấn Độ.